# マウントバッテン＝ウィンザー家
マウントバッテン＝ウィンザー（英語：Mountbatten-Windsor）は、イギリスの王家が名乗る姓である。イギリス女王エリザベス2世（ウィンザー家）と王配エディンバラ公フィリップ（マウントバッテン家）の男系子孫が名乗る。1960年に枢密院令によって、エリザベス2世とフィリップの男系子孫のうち爵位や称号をもたない人物はマウントバッテン＝ウィンザーの姓を名乗るよう定められた。
2022年にチャールズ3世が即位したことにより「マウントバッテン＝ウィンザー」は国王の姓（surname）となったが、家名（王朝名、name of the House）は引き続き「ウィンザー（Windsor）」である。